# Moshe
Moshe se poate referi la:
- Moshe Sanbar
- Moshe Levi
- Moshe Dayan
- Moshe Sharoni
- Moshe Arens
- Moshe Carmilly-Weinberger
- Moshe Ben Nahman
- Moshe Idel